# Sindrome di Fonzie

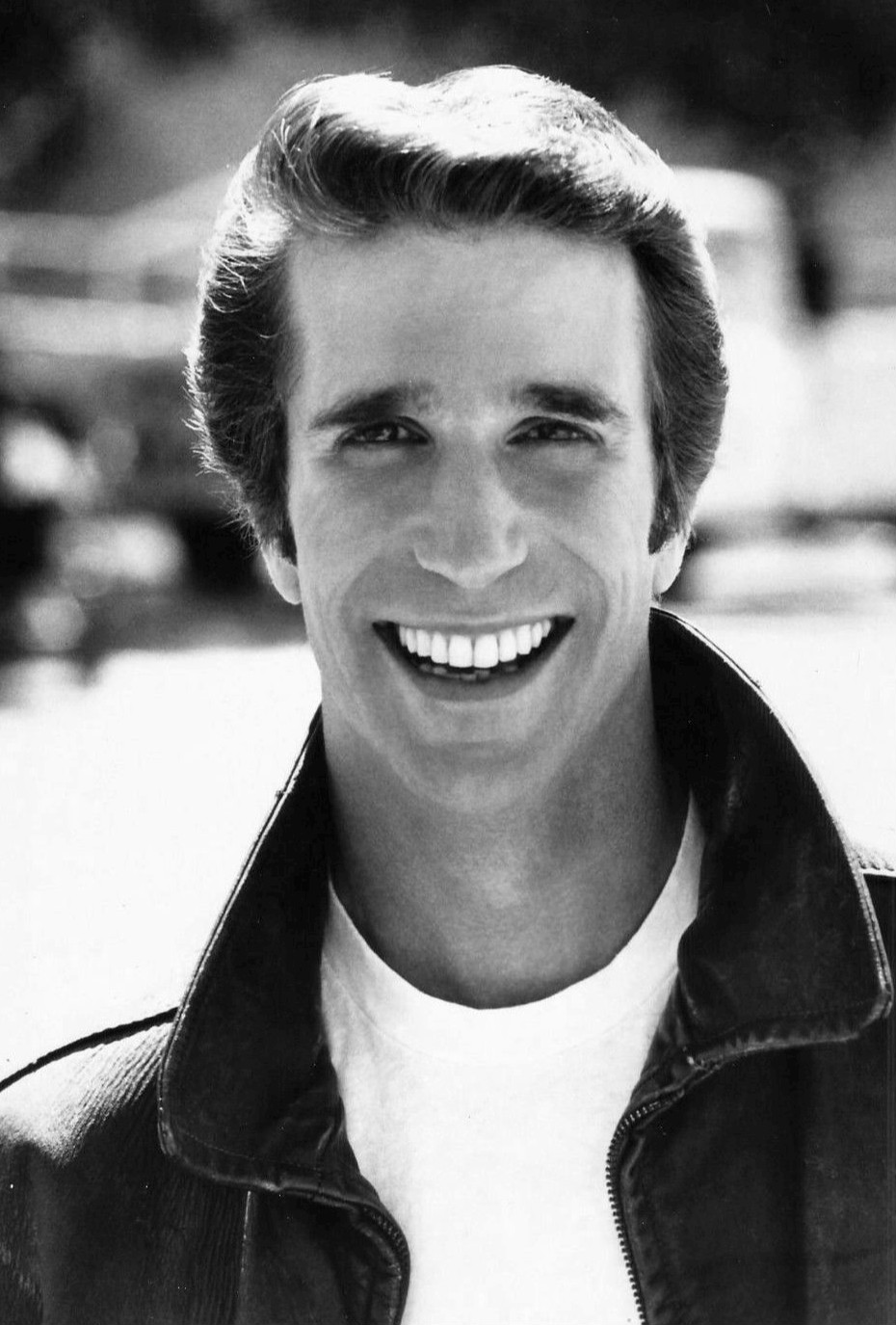
Il personaggio di Fonzie, interpretato da Henry Winkler nella serie TV Happy Days, è il maggior esempio televisivo di "sindrome".

La sindrome di Fonzie è un fenomeno mediatico che indica l'inatteso e non pianificato successo, imprevedibile a priori, di un personaggio minore di una serie televisiva, una saga cinematografica, un fumetto, un romanzo o un videogioco. Il successo si può quantificare sia in termini di effettivo gradimento del personaggio, sia dalla misura in cui esso riesce a diventare oggetto di attenzione, o finanche di imitazione.
Tale fenomeno prende il nome da Arthur "Fonzie" Fonzarelli, in origine personaggio di secondo piano dell'universo narrativo della serie televisiva statunitense Happy Days, ma che iniziò a prevalere dalla seconda stagione quando divenne il mentore del protagonista della serie, Richie Cunningham.

## Esempi

### Televisione
- Fonzie in Happy Days (1974-84), eponimo del fenomeno. Personaggio inizialmente ricorrente e del tutto secondario, Fonzie finì in breve col diventare un membro quasi effettivo della famiglia Cunningham e il miglior amico di Richie, assumendo addirittura un ruolo quasi da fratello maggiore per il ragazzo, fatto che provocò la scomparsa dal set di Chuck Cunningham (presente solo nella prime due stagioni), "convitato di pietra" per il resto della serie e, infine, persino cancellato dalla memoria (tanto che Howard Cunningham, in uno degli ultimi episodi, parla solo dei suoi «due ragazzi» Richie e Joanie) —; divenuto il personaggio-simbolo della serie, Fonzie fu promosso a presenza fissa, e nei titoli di testa comparì sempre in seconda posizione solo per via del rifiuto del suo stesso interprete, Henry Winkler, il quale non volle apparire prima del protagonista Ron Howard, ritenendo assurda la proposta della ABC di ribattezzare la serie Fonzie's Happy Days[1][2].
- Spock in Star Trek (1966-69). Apparve nell'episodio pilota, al termine del quale non avrebbe dovuto sopravvivere. Divenne invece il personaggio più popolare della serie, vantando fan club già dalla fine degli anni sessanta[3]; il suo interprete, Leonard Nimoy, riprese il personaggio a 43 anni di distanza dall'uscita della serie originale in Star Trek (2009), in cui interpreta uno Spock anziano in una linea temporale alternativa.
- Daniel Auschlander in A cuore aperto (1982-88). Medico di professione, nello script originale si trattava di un personaggio destinato a durare solo quattro episodi, ma la popolarità riscossa tra i fan ne prolungò la presenza per sei stagioni[4].
- Steve Urkel in Otto sotto un tetto (1989-98). Il modo di vestire, di parlare, di camminare, la peculiare risata e le frasi tipiche del personaggio sono divenute talmente popolari da renderlo a tutti gli effetti il protagonista col progredire della serie[5].
- Homer Simpson nei Simpson (1989-). A dispetto del fatto che il protagonista, almeno nelle prime tre stagioni, fosse Bart Simpson, a partire dalla quarta stagione la serie si focalizzò sempre più su Homer[6][7].
- Dylan McKay in Beverly Hills 90210 (1990-2000). Concepito, all'inizio, come personaggio di contorno destinato a sparire dopo pochi episodi, divenne in breve uno dei personaggi più amati e i produttori lo trasformarono in uno dei protagonisti.
- Frasier Crane in Cin Cin (1982-1993). Appare per la prima volta al debutto della terza stagione, come personaggio minore, comparendo in un discreto numero di episodi fino a diventare, nelle seguenti stagioni, un volto fisso della sitcom. A partire dalla quinta stagione il suo nome compare nei titoli di testa assieme a quello dei personaggi principali, e, in seguito alla fine della serie nel 1993, diviene protagonista di uno spin-off omonimo.
- Niles Crane in Frasier (1993-2004). Quest'ultima, spin-off di Cin Cin, era incentrata sul personaggio di Frasier Crane che, nella serie originale, si supponeva fosse figlio unico. Il personaggio di Niles ottenne invero recensioni molto positive fin dalla prima apparizione, pertanto la serie cominciò a concentrarsi soprattutto sulla relazione tra i due fratelli[8].
- Spike in Buffy l'ammazzavampiri (1997-2003). Esordì nella seconda stagione come antagonista di Buffy ed era destinato a morire presto, ma l'immensa popolarità raggiunta in pochi episodi convinse gli autori a farlo sopravvivere e, dopo una sporadica apparizione nella terza stagione (un solo episodio), fu promosso a presenza regolare e divenne uno dei maggiori alleati e la nuova fiamma della protagonista, Buffy Summers; rimase fino alla fine della serie e nelle successive trasposizioni a fumetti[9].
- Stewie Griffin nei Griffin (1999-). Il personaggio e il suo comportamento divennero un punto focale della serie con sorpresa perfino dello stesso autore[10].
- Randy Marsh e "Butters" Stotch in South Park (1997-). Il primo nacque come personaggio di secondo piano, ma le sue eccessive reazioni alle situazioni cui si trovava di fronte lo resero in breve tempo uno dei personaggi più amati della serie[11][12]; quanto a Butters, inizialmente era solo uno dei tanti compagni di classe, noto solo per esser il più ingenuo della classe, ma poi entrò in scena seriamente per rimpiazzare Kenny McCormick dopo la sua morte apparente: il personaggio acquisì in breve tempo popolarità e mantenne un ruolo primario anche dopo il ritorno di Kenny[13].
- Il Dottor Cox in Scrubs (2001-2010). Il suo cinico sarcasmo, i suoi saggi insegnamenti nonostante il carattere burbero e asociale, i lunghi monologhi e l'apostrofare il protagonista della serie JD con consueti nomi femminili, lo hanno in poco tempo reso il personaggio più popolare e amato dello show.
- Benjamin Linus in Lost (2004-2010). Destinato a morire dopo tre episodi nella seconda stagione[14], la performance del suo interprete Michael Emerson convinse gli autori a cambiare la sceneggiatura perché diventasse il capo degli "Altri", rimanendo quindi come personaggio fisso della serie fino alla fine.
- Barney Stinson in How I Met Your Mother (2005-2014). Secondo i suoi stessi autori, Barney (interpretato da Neil Patrick Harris) fu la ragione principale del successo della serie[15].
- Castiel in Supernatural (2005-2020). Il personaggio entrò in scena nella quarta stagione e avrebbe dovuto essere presente per sei episodi[16][17], ma in breve divenne uno dei preferiti dei fan e fu promosso a membro fisso del cast al pari dei due protagonisti Sam e Dean Winchester[18].
- Blaine Anderson in Glee (2009-2015). Apparso nella seconda stagione della serie come personaggio minore, acquisì crescente popolarità tra i fan e collezionò un numero di apparizioni e di performance insolitamente elevato per un personaggio ricorrente, complice l'enorme successo discografico della versione di Teenage Dream cantata dal suo interprete Darren Criss, per poi diventare uno dei personaggi principali nella terza stagione e rimanere uno dei ruoli più rilevanti fino alla fine della serie.
- Klaus in The Vampire Diaries (2009-2017). Inizialmente concepito come antagonista introdotto nella seconda stagione, da personaggio destinato a essere eliminato diventa, grazie alla sua popolarità, uno dei personaggi principali della terza e della quarta stagione per poi essere addirittura il protagonista dello spin-off The Originals (2013-2018).

### Cinema
- Porky Pig e Bugs Bunny in Looney Tunes (1930-69). Il primo, personaggio di contorno, crebbe in popolarità fino ad avere episodi incentrati sulle sue storie ed essere colui che chiudeva ogni episodio della serie con «That's all, Folks!» («È tutto, gente!», pronunciata balbettando); il secondo, un coniglio comparso senza nome in un corto di Porky Pig, divenne il personaggio più famoso dei Looney Tunes grazie alla positiva ricezione dei fan.
- Betty Boop nella serie Talkartoons. Nella sua prima apparizione (in Dizzy Dishes del 1930), Betty era una cagnolina antropomorfa, spasimante del protagonista Bimbo; il personaggio, studiato per quell'unica comparsa, ottenne però un immediato successo, che portò innanzitutto alla sua trasformazione in essere umano e, successivamente, alla creazione di una serie con lei come protagonista.
- Picchiarello (Woody Woodpecker) in Andy Panda (1940). La sua popolarità fu tale che l'autore lo fece diventare un personaggio a sé stante, più famoso del film da cui nacque.
- Little Audrey è apparsa per la prima volta in Santa's Surprise. Lei è una bambina che viveva a Manhattan, a New York City. Little Audrey era una delle preferite dagli uomini statunitensi, e si rivolge principalmente al pubblico maschile adulto. A causa della sua enorme popolarità, Little Audrey è ufficialmente considerato il primo "maschiaccio" statunitense, diventando la mascotte ufficiale della Paramount Pictures; è stata in seguito acquisita da Harvey Comics nel 1958.
- L'ispettore Clouseau nella Pantera Rosa (1963-1978). Il personaggio, interpretato da Peter Sellers (che peraltro aveva sostituito all'ultimo momento il collega Peter Ustinov) divenne popolare per i modi goffi e stralunati[19] al punto da rubare la scena al protagonista del primo film della serie David Niven e diventare il personaggio principale dei seguenti. Lo stesso Niven riconobbe l'impatto del personaggio quando a una cerimonia degli Oscar, in cui venne inizialmente introdotto col celebre tema della Pantera Rosa, chiese di cambiare la musica dicendo che "non era davvero il suo film".[20]
- Anakin Skywalker, noto come Dart Fener, nella saga di Guerre stellari (1977-2005). Tipico Villain of the piece, divenne così popolare da convincere George Lucas a realizzare una seconda trilogia, prequel della prima, che narrasse delle origini del personaggio e la sua trasformazione in "cattivo". Di fatto Dart Fener è il personaggio centrale dell'intera saga insieme a suo figlio Luke[21].
- Jack Sparrow nei Pirati dei Caraibi (2003-). Introdotto all'inizio come un trickster, il personaggio divenne in breve il protagonista della saga, come confermato dal quarto film[22].
- Edna Mode ne Gli Incredibili.

### Letteratura
- Il professor James Moriarty, di Arthur Conan Doyle. Benché apparso solo ne L'ultima avventura (1903), divenne in seguito tanto popolare da venir riconosciuto come principale nemesi di Sherlock Holmes.
- Hannibal Lecter, di Thomas Harris. Psichiatra e assassino seriale, comparve come personaggio minore nel Delitto della terza luna (1981) ma in seguito divenne il villain nel Silenzio degli innocenti e in Hannibal (1999). La sua popolarità spinse Harris a scrivere un romanzo che descrivesse il background del personaggio, Hannibal Lecter - Le origini del male (2006).
- Il trenino Thomas di W.V. Awdry (1982). Personaggio di contorno in un racconto illustrato per bambini divenne tanto popolare da ottenere una sua serie animata.
- Yanez de Gomera, nato come spalla di Sandokan, ben presto divenne l'elemento centrale dei romanzi di Emilio Salgari.

### Fumetti
- Braccio di Ferro, in Timble Theatre (1919), di Elzie C. Segar. Debuttante nelle strisce a fumetti quotidiane a partire dal 1928 come pretendente di Olivia Oyl, divenne in breve il personaggio principale della serie stessa, tanto da meritarsi una serie animata, Popeye the Sailor Man (Quel rissoso, irascibile, carissimo Braccio di Ferro)[23].
- Joker in Batman (1940), di Bob Kane e Jerry Robinson. Altro villain destinato a sparire dopo un'unica pubblicazione, rimase per volontà di Kane. I fan di Batman apprezzarono la personalità imprevedibile e psicotica del personaggio, che in breve divenne uno dei più spietati nemici del protagonista e addirittura la sua nemesi. Nelle varie trasposizioni sul grande schermo, è stato interpretato da Cesar Romero, Jack Nicholson, Heath Ledger (il quale vinse il premio Oscar postumo per l'interpretazione del personaggio), Jared Leto e Joaquin Phoenix (anch'egli premio Oscar per il ruolo).
- Hiei di Yu degli spettri (Yū Yū Hakusho). Inizialmente concepito, nel manga, come un personaggio antagonista che avrebbe fatto un'unica apparizione nel solo arco narrativo in cui è stato introdotto, ricevette un consenso così alto dai fan della serie che venne inserito nel cast fisso, diventando uno dei quattro protagonisti.
- Lamù di Lamù (Urusei Yatsura). Inizialmente doveva avere una singola apparizione, a favore del protagonista Ataru. In origine la serie doveva concentrarsi solo sulle ripetute e improbabili disavventure di quest'ultimo, ma nel primo capitolo la disavventura fu proprio l'incontro con Lamù, che piacque così tanto ai lettori e alla casa editrice da spingere l'autrice a renderla un personaggio principale.
- Snoopy in Peanuts (1950-2000), di Charles M. Schulz. Bracchetto appartenente al protagonista della serie, Charlie Brown, divenne presto il simbolo della serie, cui spesso si fa erroneo riferimento col nome del personaggio.
- I Puffi in John & Solfami (1958-72), di Peyo. Esordirono nella striscia del disegnatore belga nel 1958 come personaggi secondari ma, già nel 1959, ebbero le loro proprie avventure; nel 1981 Hanna & Barbera ne realizzarono un cartone animato e, nel 2011, uscirono anche nelle sale cinematografiche in un film ibrido con attori umani e computer grafica. A sua volta Puffetta è apparsa per la prima volta nel 1966: grazie alla sua crescente popolarità è diventata un'icona globale, assurgendo a protagonista del franchise oltreché mascotte ufficiale di Peyo Creations.
- Il Capitano Haddock in Le avventure di Tintin (1929-1983) di Hergé. Ha esordito nella nona avventura, Il granchio d'oro (1940). Inizia come personaggio secondario, acquisendo sempre più importanza, tanto che nell'ultimo numero a essere stato completato, Tintin e i Picaros (1976), mantiene un ruolo centrale, a favore di Tintin, per la prima metà della storia. In quasi tutte le avventure considerate i lavori meglio riusciti dall'autore, Haddock è rappresentato a fianco del protagonista.
- Valentina, protagonista dell'omonimo fumetto di Guido Crepax, apparve per la prima volta nel 1965 come personaggio secondario sulle pagine della rivista Linus, nella terza puntata del fumetto Neutron: La curva di Lesmo.
- Wolverine ne L'Incredibile Hulk (1974), di Len Wein ed Herb Trimpe. Il gradimento da parte del pubblico dopo la sua prima apparizione nel citato fumetto indusse gli autori a riciclarlo come membro degli X-Men e, in seguito, promuoverlo a protagonista di una testata a suo nome, rendendolo così uno dei più popolari della Marvel Comics; presente in numerose trasposizioni cinematografiche[24].
- Paperon de' Paperoni, introdotto come personaggio secondario ne Il Natale di Paperino sul Monte Orso, divenne uno dei più amati personaggi Disney.
- Asuka Sōryū Langley di Neon Genesis Evangelion. È diventata molto più popolare tra i maschi adulti, così come gli uomini tutti americani. La sua popolarità durante questo periodo l'ha portata a diventare un'icona culturale globale, nonché la mascotte ufficiale di Gainax.
- Vegeta in Dragon Ball Z . Introdotto come antagonista secondario, inizialmente doveva morire nello scontro sulla Terra durante la prima saga, schiacciato da Gohan scimmione; tuttavia l'enorme e inaspettata popolarita del personaggio tra i fan spinse Akira Toriyama, incitato anche dai suoi editor, a lasciarlo in vita e a farlo diventare uno dei personaggi principali della serie, co-protagonista assieme a Son Goku.
- Asuna Yuuki in Sword Art Online. Compagna e moglie del protagonista Kirito, ha conquistato il cuore dei fans, classificandosi nell'edizione 2017 della rivista giapponese NewType come il personaggio femminile più popolare degli anime e manga. Pertanto, l'autore Reki Kawahara ha deciso di pubblicare una serie spinoff della saga principale, Sword Art Online - Progressive, raccontata dal punto di vista di Asuna.
- Estia in DanMachi. Nonostante non sia la protagonista, è risultata subito il personaggio più amato della serie, ottenendo grandi apprezzamenti all'interno dei fan che non[25].
- Obelix nella serie Asterix. Nella prima storia della serie, Asterix il gallico, il personaggio fa soltanto una comparsa; nelle storie successive il suo ruolo venne significativamente espanso, gli fu data una corposa backstory e finì per diventare deuteragonista della serie insieme al titolare.